# Jeff Overton
Jeff Overton, Jeffrey Laurence Overton, né le 28 mai 1983 à Evansville, est un golfeur américain.